# Pádraig Flynn
Pádraig Flynn (en irlandès: Pádraig Ó Floinn) (Castlebar, Irlanda 1939) és un polític irlandès que ha estat diverses vegades ministre al seu país i que fou membre de la Comissió Europea entre 1993 i 1999.

## Biografia
Va néixer el 9 de maig de 1939 a la ciutat de Castelbar, població situada al comtat de Mayo. Va estudiar magisteri al St. Patrick's Training College de Dublín.

## Activitat política
L'any 1967 inicià la seva activitat al consell del comtat de Mayo i en les eleccions generals de 1977 fou escollit diputat al Dáil Éireann pel partit polític conservador Fianna Fáil.
L'octubre de 1982, en la remodelació del govern encapçalat per Charles Haughey, fou nomenat Ministre de Comerç i Turisme, càrrec que ocupà fins al desembre del mateix any al perdre el seu partit les eleccions generals. El març de 1987 el seu partit tornà al govern i fou nomenat Ministre de Medi Ambient novament per part de Haughey, càrrec que ocupà fins al 1991. En l'elecció d'Albert Reynolds com a Taoiseach el febrer de 1992 Flynn fou nomenat Ministre de Justícia, càrrec que compaginà amb la cartera d'Indústria i Comerç a partir de novembre del mateix any i que abandonà el gener de 1993 per esdevenir membre de la Comissió Europea. En la formació de la Comissió Delors III fou nomenat Comissari Europeu de Treball i Assumptes Socials, cartera que també ocupà en la Comissió Santer i la interina Comissió Marín.